# Sphodromantis aurea
Sphodromantis aurea es una especie de mantis de la familia Mantidae.

## Distribución geográfica
Se encuentra en Ghana y Liberia.